# John Lasseter
John Alan Lasseter, född 12 januari 1957 i Hollywood, Los Angeles, Kalifornien, är en amerikansk animatör, manusförfattare, regissör och filmproducent.
Lasseter har vunnit två Oscar (bästa animerad kortfilm för Tin Toy och "Special Achievement Award" för Toy Story) och varit nominerad ytterligare fyra gånger.
Han var med och bildade Pixar Animation Studios. Lasseter har regisserat Toy Story, Ett småkryps liv, Toy Story 2, Bilar och Bilar 2.

## Filmografi (i urval)
- 1986 – Luxo Jr. (kortfilm; manus och regi)
- 1988 – Tin Toy (kortfilm; manus och regi)
- 1995 – Toy Story (manus och regi)
- 1998 – Ett småkryps liv (manus och regi)
- 1999 – Toy Story 2 (manus och regi)
- 2001 – Monsters, Inc. (produktion)
- 2004 – Hitta Nemo (produktion)
- 2004 – Det levande slottet (produktion)
- 2004 – Superhjältarna (produktion)
- 2006 – Bilar (manus och regi)
- 2007 – Familjen Robinson (Verkställande producent)
- 2007 – Råttatouille (Verkställande producent)
- 2008 – WALL-E (Verkställande producent)
- 2008 – Bolt (Verkställande producent)
- 2009 – Upp (Verkställande producent)
- 2009 – Prinsessan och grodan (Verkställande producent)
- 2010 – Toy Story 3 (Verkställande producent)
- 2010 – Trassel (Verkställande producent)
- 2011 – Bilar 2 (manus och regi)
- 2011 – Nalle Puhs film - Nya äventyr i Sjumilaskogen (Verkställande producent)
- 2012 – Modig (Verkställande producent)
- 2012 – Röjar-Ralf (Verkställande producent)
- 2013 – Flygplan (Verkställande producent och manus)
- 2013 – Monsters University (Verkställande producent)
- 2013 – Frost (Verkställande producent)
- 2014 – Flygplan 2: Räddningstjänsten (Verkställande producent)
- 2014 – Big Hero 6 (Verkställande producent)
- 2016 – Zootropolis (Verkställande producent)
- 2016 – Vaiana (Verkställande producent)
- 2017 – Bilar 3 (Verkställande producent)
- 2017 – Coco (Verkställande producent)
- 2018 – Superhjältarna 2 (Verkställande producent)
- 2018 – Röjar-Ralf kraschar internet (Verkställande producent)
- 2019 – Toy Story 4 (manus och produktion)
- 2022 – Tur (produktion)[11]
- 2024 – Förtrollningen (produktion)